# Rhys Frake-Waterfield
Rhys Frake-Waterfield (nascut el 1991 o 1992) és un cineasta britànic que es va fer conegut per la seva pel·lícula independent de terror del 2023 Winnie-the-Pooh: Blood and Honey i la seva seqüela de 2024. Va ser la primera pel·lícula cinematogràfica de la seva carrera, així com la primera per a la seva companyia Jagged Edge Productions.

## Biografia
Frake-Waterfield és d’Essex, on també va estudiar a la Universitat d’Essex.
L'any 2021, Frake-Waterfield va deixar la seva feina d'estratègia corporativa a EDF Energy per crear pel·lícules de terror de baix pressupost. Després d'entrar a la indústria cinematogràfica, va produir 36 llargmetratges en dos anys.
L'1 de gener de 2022, el llibre de 1926 Winnie-the-Pooh va entrar eh el domini públic als Estats Units. Poc després, Jagged Edge Productions va anunciar una pel·lícula slasher basada en Winnie-the-Pooh anomenada Winnie-the-Pooh: Blood and Honey, amb Frake-Waterfield com a director, escriptor i coproductor amb Scott Jeffrey. Hi va haver molta controvèrsia tant entre el públic en general com entre els fans de Winnie-the-Pooh, amb Frake-Waterfield afirmant que ell i els altres membres de la producció de la pel·lícula van rebre amenaces de mort i sol·licituds de cancel·lació de la pel·lícula, però la pel·lícula es va estrenar als cinemes dels Estats Units el 15 de febrer de 2023, rebent crítiques molt pobres. La pel·lícula va guanyar més de 5 milions de dòlars amb un pressupost que s'informa que és inferior a 100.000 dòlars EUA. Després, Frake-Waterfield va crear una seqüela amb un pressupost cinc vegades més gran, juntament amb un univers cinematogràfic anomenat The Twisted Childhood Universe amb pel·lícules de terror basades en Bambi. Història d'una vida del bosc i Peter Pan. També ha expressat interès a fer pel·lícules sobre Thor, els Teletubbies i els Teenage Mutant Ninja Turtles en el futur.
Frake-Waterfield també és el propietari de Dark Abyss Productions, on escriu, dirigeix i produeix pel·lícules amb el nom de Tyler James (amb Scott Jeffrey). Les pel·lícules que ha dirigit sota aquesta bandera són The Loch Ness Horror, Sky Monster, Dinosaur Prison, Deadly Waters and Monsternado. També ha produït Three Blind Mice, Mary Had a Little Lamb, Snake Hotel, Alien Invasion, Return of Punch and Judy, i Medusa's Venom.

## Filmografia selecta
| Any  | Títol                              | Director | Guionista | Productor | Editor | Notes                         | Ref.   |  |
| ---- | ---------------------------------- | -------- | --------- | --------- | ------ | ----------------------------- | ------ |  |
| 2021 | Bloody Mary                        | No       | No        | Sí        | Sí     |                               | [ 17 ] |  |
| 2021 | Easter Killing                     | No       | No        | Sí        | Sí     |                               | [ 17 ] |  |
| 2022 | The Area 51 Incident               | Sí       | Sí        | Sí        | Sí     | També compositor              | [ 18 ] |  |
| 2022 | The Killing Tree                   | Sí       | Sí        | Sí        | Sí     | També decoracions             | [ 18 ] |  |
| 2023 | Firenado                           | Sí       | Sí        | Sí        | No     | Co-dirigida amb Scott Jeffrey | [ 18 ] |  |
| 2023 | Winnie-the-Pooh: Blood and Honey   | Sí       | Sí        | Sí        | Sí     |                               |        |  |
| 2024 | Winnie-the-Pooh: Blood and Honey 2 | Sí       | Història  | Sí        | Sí     |                               | [ 19 ] |  |
| 2025 | Pinocchio: Unstrung                | Sí       | No        | Sí        | No     |                               | [ 20 ] |  |

### Productor només
| Any  | Títol                                   | Ref.          |
| ---- | --------------------------------------- | ------------- |
| 2021 | Dinosaur Hotel                          | [ 17 ]        |
| 2021 | Dragon Fury                             | [ 17 ]        |
| 2021 | The Legend of Jack and Jill             | [ 18 ]        |
| 2021 | Monsters of War                         | [ 18 ]        |
| 2021 | Spider in the Attic                     | [ 18 ]        |
| 2022 | H.P. Lovecraft's Monster Portal         | [ 18 ]        |
| 2022 | Looks Can Kill                          | [ 18 ]        |
| 2022 | Wrath of Van Helsing                    | [ 18 ]        |
| 2022 | Croc!                                   | [ 17 ]        |
| 2022 | Shockwaves                              | [ 18 ]        |
| 2022 | Kingdom of the Dinosaurs                | [ 17 ]        |
| 2022 | Jack Frost                              | [ 18 ]        |
| 2022 | Pterodactyl                             | [ 18 ]        |
| 2022 | Dinosaur Hotel 2                        | [ 18 ]        |
| 2022 | Dragon Fury: Wrath of Fire              | [ 18 ]        |
| 2022 | Krampus: The Return                     | [ 18 ]        |
| 2022 | Bloody Mary Returns                     | [ 18 ]        |
| 2022 | Mega Lightning                          | [ 18 ]        |
| 2022 | Easter Bunny Massacre: The Bloody Trail | [ 18 ]        |
| 2025 | Peter Pan's Neverland Nightmare         | [ 21 ] [ 22 ] |
| 2025 | Bambi: The Reckoning                    | [ 23 ]        |

## Premis
| Any  | Premi                   | Categoria         | Treball nominat                  | Resultat  | Ref.   |
| ---- | ----------------------- | ----------------- | -------------------------------- | --------- | ------ |
| 2024 | Golden Raspberry Awards | Pitjor pel·lícula | Winnie-the-Pooh: Blood and Honey | Guanyador | [ 24 ] |
| 2024 | Golden Raspberry Awards | Pitjor director   | Winnie-the-Pooh: Blood and Honey | Guanyador | [ 24 ] |
| 2024 | Golden Raspberry Awards | Pitjor guió       | Winnie-the-Pooh: Blood and Honey | Guanyador | [ 24 ] |